# Saison 1 de Chefs
Chronologie
Saison 2
Cet article présente les épisodes de la première saison de la série télévisée Chefs.

## Distribution

### Acteurs principaux
- Clovis Cornillac : Le Chef
- Hugo Becker : Romain
- Anne Charrier : Delphine, directrice du restaurant
- Nicolas Gob : Yann, second du chef
- Robin Renucci : Monsieur Édouard, propriétaire du restaurant
- Joyce Bibring : Charlène, cuisinière
- Zinedine Soualem : Karim, maître d'hôtel
- Anthony Pho : Woo, cuisinier
- Jean Bediebe : Souleimane, plongeur
- Laurent Ménoret : JC, chef pâtissier

### Acteurs secondaires
- Annie Cordy : Léonie, tante de Romain (épisodes 1 à 4 et 6)
- Étienne Chicot : Walter, serrurier malfaiteur (épisodes 1 à 3 et 6)
- Juliette : Angélique, agent de probation de Romain (épisodes 1 à 3)
- Max Morel : Lucien, fournisseur du chef (épisodes 1 à 4)
- Louise Corcelette : La baby-sitter du bébé de Charlène (épisodes 1 à 3 et 5)
- Laura Malvarosa : Mère de Romain (épisodes 1, 2 et 4 à 6)
- Mickaël Jachimiak-Duffner : Romain enfant (épisodes 1, 3 et 6)

### Figurants récurrents
- Renan Bucas : Chef de partie 1
- Vincent Drisch : Chef de partie 2
- Dylan Krief : Commis 1
- Damien Dubois : Commis 2
- Hugo Tostivint : Commis dessert
- Karim Wallet : Sommelier
- Michaël Augusto : Serveur 1
- Tabaré Dutto : Serveur 2
- Inès Giustiniani : Serveuse 1
- Jennifer Dubourg : Serveuse 2

## Liste des épisodes

### Épisode 1
- France : 11 février 2015 sur France 2

- France : 4,31 millions de téléspectateurs (16,5 % de part d'audience)[1] (première diffusion)

- Isabelle Tanakil : Mère de Charlène
- Patrice Juiff : Le banquier
- Éliza Calmat : La jeune femme

### Épisode 2
- France : 11 février 2015 sur France 2

- France : 4,13 millions de téléspectateurs (17,7 %)[1] (première diffusion)

- Agustín Galiana : Esteban, chef cuisinier
- Kait Tenison : Mme Bogrov
- Stéphane Boucher : Robert
- Dominique Bastien : Le barman
- Michel d'Oz : Bernard
- Carl Ernouf : Le pompier
- Omar Baha : Le byzantin

### Épisode 3
- France : 18 février 2015 sur France 2

- France : 3,76 millions de téléspectateurs (14,4 %)[2] (première diffusion)

- Ariane Seguillon : Inspecteur Laporte
- Éric Berger : Inspecteur Moreno
- Dominique Bastien : Le barman
- Gabriel Le Doze : Le neurologue
- Aude Gogny-Goubert : L'infirmière

### Épisode 4
- France : 18 février 2015 sur France 2

- France : 3,50 millions de téléspectateurs (15,0 %)[2] (première diffusion)

- Ariane Séguillon : Inspecteur Laporte
- Éric Berger : Inspecteur Moreno
- Agustín Galiana : Esteban, chef cuisinier
- Gen Shimaoka : Matsumoto
- Zita Hanrot : Nadia
- Félix Malherbe : Félix
- Gabriel Le Doze : Le neurologue

### Épisode 5
- France : 25 février 2015 sur France 2

- France : 3,94 millions de téléspectateurs (15,4 %)[3] (première diffusion)

- Zita Hanrot : Nadia
- Isabelle Tanakil : Mère de Charlène
- Patrick Rocca : Renard
- Claudine Acs : Simone
- Olivier Perrier : Henri
- Claire Viville : Le médecin de Charlène
- Lilou Fogli : Le journaliste TV
- Renaud Roussel : Le médecin

### Épisode 6
- France : 25 février 2015 sur France 2

- France : 3,94 millions de téléspectateurs (17,6 %)[3] (première diffusion)

- Vivienne Vermes : Albion
- Inès Giardino : Petite-fille d'Albion
- Natasha Cashman : Mrs Smith
- Pascal Ternisien : Le réceptionniste
- Omar Baha : Le byzantin